# Мярка, Кароль (младший)
Ка́роль Мя́рка — младший или «сын» (пол. Karol Miarka, 11 июня 1856 года, Пильграмсдорф — 12 мая 1919 года, Рацибуж) — польский силезский издатель, типограф и общественный деятель, сын Кароля Мярки — старшего.

## Биография
Родился в Пельгжимовицах в Прусской Силезии, где работал школьным учителем отец. Окончил гимназию в Тешине. Унаследовал типографию в Миколуве и превратил её в профессиональное современное издательство. Крупными тиражами печатал книги Мицкевича, Словацкого, Красиньского, способствуя просвещению силезских поляков. На Всеобщей выставке во Львове в 1894 году был удостоен золотой медали.
Выпускал популярные в Силезии песенники и календари — его Kalendarz Mariański в 1898 году вышел огромным по тем временам тиражом в 100 000 экземпляров. В 1910 году продал издательство газетному концерну Адама Наперальского. С 1912 года вел в Рацибуже Литературно-издательское бюро.
10 июня 1920 года в издательстве Кароля Мярки был напечатан первый номер сатирического журнала Kocynder, сыгравшего большую роль во время Силезских восстаний и плебисцита.